# 薩克森-科堡
薩克森-科堡（德語：Sachsen-Coburg）是德國歷史上的一個公國，屬於韋廷家族統治的恩斯特系諸邦國。

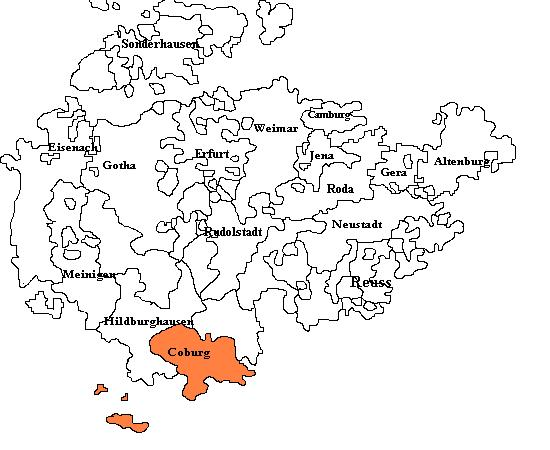

## 公爵
1. 約翰·恩斯特，1542年至1553年在位
2. 約翰·卡西米爾，1596年至1633年在位
3. 阿爾布雷希特，1675年至1699年在位